# Agapanthia obydovi
Agapanthia obydovi là một loài bọ cánh cứng trong họ Cerambycidae.